# Fernando García (Komponist)

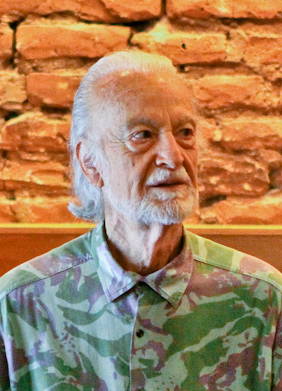
Fernando García (2013)

Fernando García (* 4. Juli 1930 in Santiago de Chile) ist ein chilenischer Komponist.

## Leben und Wirken
García studierte von 1949 bis 1960 in Santiago Komposition bei Juan Orrego-Salas, Carlos Botto Vallarino und Gustavo Becerra-Schmidt und Musikanalyse bei Juan Allende-Blin. Daneben unterrichtete er an mehreren Konservatorien Santiagos sowie an der Escuela Moderna de Música Analyse, Harmonielehre, Musikgeschichte und -theorie.
Bis 1963 war er Bibliothekar des Chors der Universidad de Chile, danach bis 1973 Direktor und Sekretär des Instituto de Extensión Musical (IEM). Von 1973 bis 1979 lebte er im Exil in Peru, wo er an der Escuela Nacional de Música in Lima unterrichtete. Danach wirkte er als musikalischer Berater des Ballet Nacional de Cuba und des Gran Teatro de La Habana.
1989 kehrte er nach Chile zurück, wo er 1992 Titularprofessor der Universidad de Chile und 1993 Vizedirektor des von deren Kunstfakultät herausgegebenen Musikjournals Revista Musical Chilena wurde. Seit 2002 ist er Mitglied des Colegio de Compositores Latinoamericanos de Música, seit 2004 der Academia Chilena de Bellas Artes del Instituto de Chile. Er wurde für sein Lebenswerk mit dem Premio Presidente de la República (2000) und der Medalla de la Música del Consejo Chileno de la Música (2002) und für seine akademische Arbeit mit der Medalla Rectoral de la Rectoría de la Universidad de Chile ausgezeichnet.
García komponierte Bühnen- und Orchesterwerke, Kammermusik, Chorwerke, Lieder und Klavierstücke.

## Werke
- Quimera, Farce nach Federico García Lorca, 1965
- Urania, Ballett, 1969
- Palabras de poeta für Schauspieler und kleines Orchester, Text von Pablo Neruda, 2004
- Tres trozos für kleines Orchester, 1956
- Variaciones für Orchester, 1959
- Sinfonía, 1960,
- Estáticas, 1963
- La arena traicionada (11 de marzo de 1966), 1967
- Firmamento sumergido, 1968
- Las raíces de la ira (En recuerdo de Víctor Jara), 1976
- Meditaciones, 1977
- Temblor de cielo, 1979
- Despertar de octubre (1917-1967), 1981
- Puntos cardinales für Streichorchester, 1984
- De mi patria, 1987
- Endechas (1973-1988), 1988
- El reposo del guerrero, 1989
- Navegaciones für Flöte, Harfe und Streichorchester, 1990
- Preámbulo a Crónicas americanas, 1992
- Se unen la tierra y el hombre für großes Orchester und  Tonband, 1992
- Zonas eriales für Klarinette und kleines Orchester, 1995
- Tres miradas für Streichorchester, 1996
- Dos paisajes urbanos, 1997
- Misterios, 1998
- De aquí y de allí für Englischhorn und Streichorchester, 1999
- Tres cantos materiales für Cello und Streichorchester, 1999
- Díptico sinfónico, 1999
- Rincones sordos für Streichorchester, 2001
- Nacerá la aurora (Hommage an Charles Ives), 2001
- Dura elegía (En recuerdo de Jorge Peña), 2002
- Dos temas de discusión für Streichorchester, 2003
- Luces y sombras, 2003
- Juegos für Schlagzeug und Streichorchester, 2003
- Nuevos juegos für Schlagzeug und Streichorchester, 2003
- Sine nómine, Suite für Streichorchester, 2004
- Obertura concertante für Schlagzeug und Streichorchester, 2005
- Homenaje a Celso Garrido Lecca, 2005
- Implicaciones sonoras, 2005
- Imágenes siderales, 2006
- Signos de Otoño, für Streichorchester, 2011
- Tinieblas y Destellos, für Streichquartett, 2012
- De Norte a Sur, für Schlagzeug und großes Orchester, 2013
- Detenidos Desaparecidos, für großes Orchester, 2014
- Sinergia, für großes Orchester, 2015